# Westworld (1.ª temporada)
A primeira temporada de Westworld (intitulada The Maze) foi anunciada pela HBO em 31 de agosto de 2013. Jonathan Nolan e Lisa Joy são os showrunners e produtores executivos. A primeira temporada estreou em 2 de outubro de 2016.

## Elenco e personagens

### Recorrente
- Louis Herthum como Peter Abernathy
- Steven Ogg como Rebus
- Brian Howe como Xerife Pickett
- Demetrius Grosse como Delegado Foss
- Ptolemy Slocum como Sylvester
- Leonardo Nam como Felix Lutz
- Talulah Riley como Angela
- Izabella Alvarez como Filha de Lawrence
- Jasmyn Rae como Filha de Maeve
- Oliver Bell como Garotinho
- James Landry Hébert como Slim Miller

### Convidado
- Michael Wincott como Antigo Bill
- Bradford Tatum como Garçom / Novo Peter Abernathy
- Eddie Rouse como Kissy
- Kyle Bornheimer como Clarence
- Lena Georgas como Lori
- Currie Graham como Craig
- Gina Torres como Lauren
- Chris Browning como Holden
- Eddie Shin como Henry Li
- Bojana Novakovic como Marti
- Sherman Augustus como Marshal Pruitt
- Lili Bordán como Cartomante
- Wade Williams como Capitão Norris
- Jonny Pasvolsky como Bloody Jimmy
- Alastair Duncan como Pai da Cabana
- Lili Simmons como Nova Clementine Pennyfeather

## Produção
A emissora HBO confirmou a primeira temporada de Westworld em 31 de agosto de 2013. Jonathan Nolan e Lisa Joy são os showrunners e produtores executivos, e já temos alguns atores confirmados para o elenco. Dentre eles estão a atriz Thandie Newton que interpretará Maeve Millay, e o ator James Marsden que interpretará Teddy Flood.
Ben Barnes, que interpreta Logan Delos, foi anunciado no elenco principal logo depois.
A primeira temporada estreou em 2 de outubro de 2016.